# Comtat de Saargau

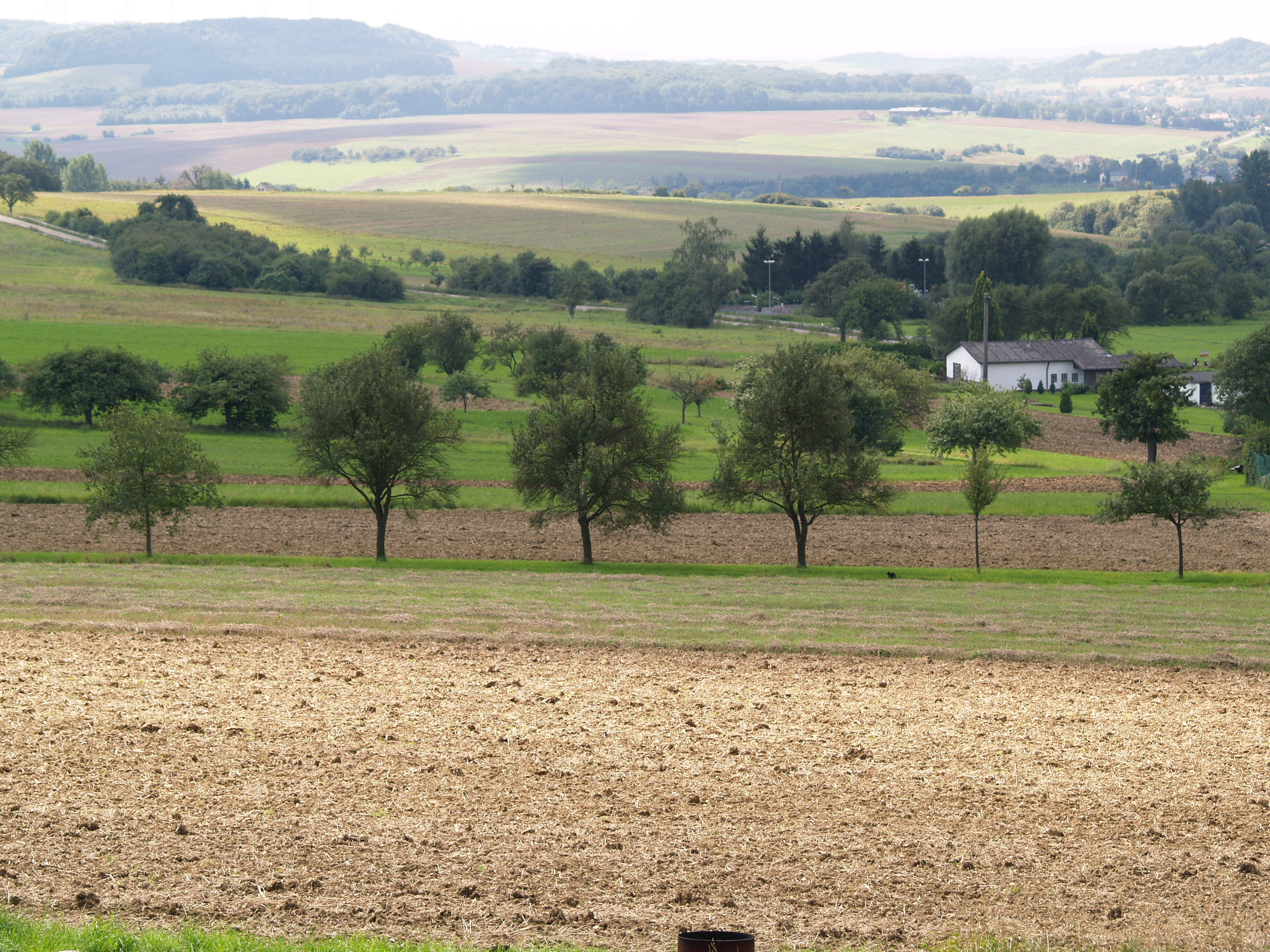
El Saargau prop de Kerlingen

El comtat de Saargau fou una jurisdicció feudal del Sacre Imperi Romanogermànic situada a l'Alta Lorena, a l'oest del comtat de Bliesgau, a l'est del comtat de Nidgau i del comtat de Saulnois, i al nord del pagus Albinsis i el Calmenzgau (dominis ducals). Estava dividit en Alt Saargau i Baix Saargau. L'Alt Saargau va quedar en mans dels comtes de Bliesgau i el Baix Saargau va formar el gruix del comtat de Saarbrücken (incloent Saarlouis, Saarbrücken i Saarburg). En la partició de territoris del 8 d'agost del 870 el comtat de Saargau (comitatum Sarachowa subterior) fou assignat a Lluís el Germànic. El comtat de Baix Saargau era anomenat al segle X com a comitatus Waldervinga, i era part del pagus Rezcensis situat al llarg del Mosela, entre Thionville i Sierck.
Vegeu també: Comtat de Bliesgau i comtat de Saarbrücken